# Klippan 7 och 8

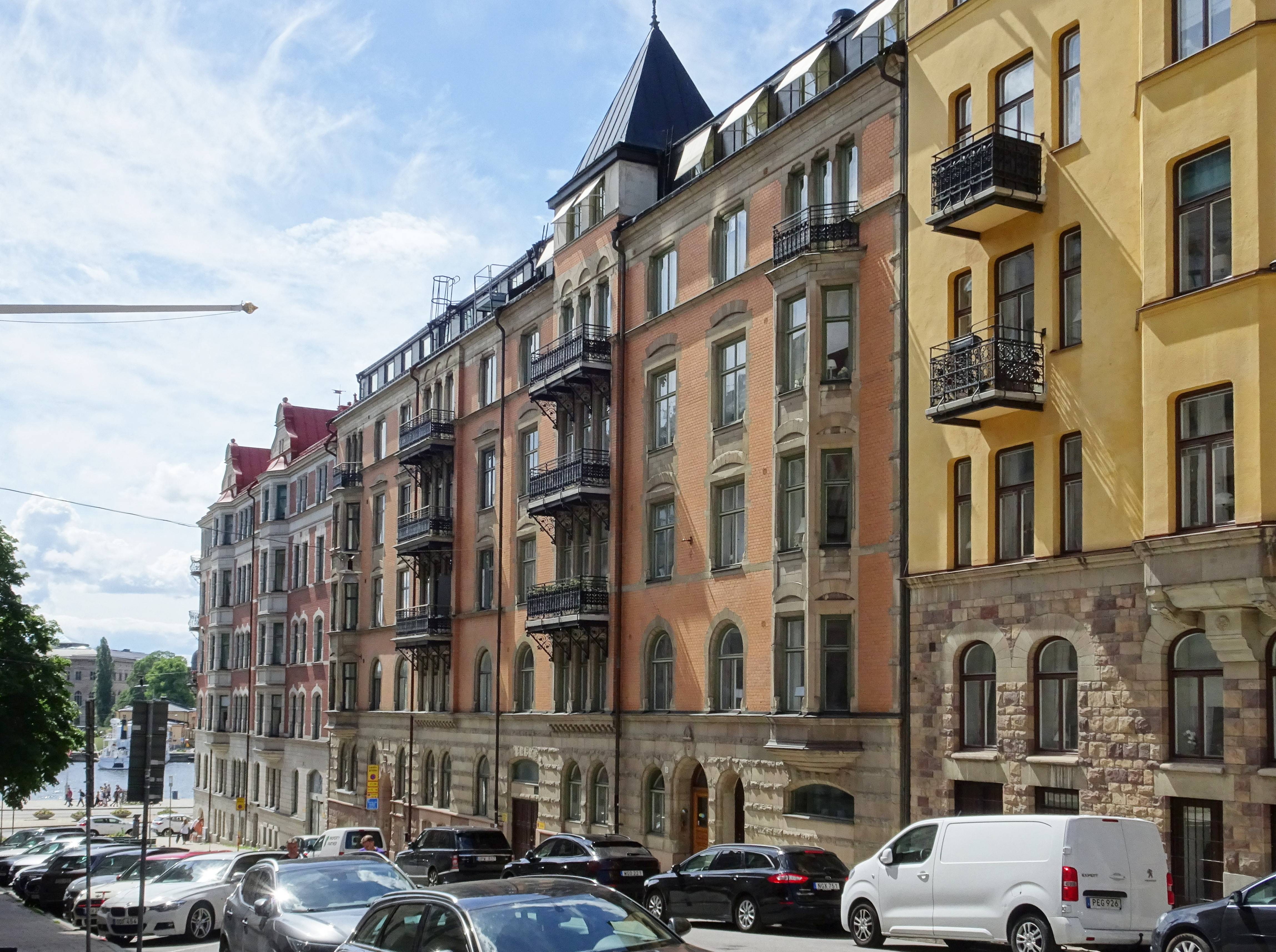
Från höger: Klippan 6, 7, 8 och 9, juni 2022.

Klippan 7 och 8 är en kulturhistoriskt värdefull dubbelfastighet i kvarteret Klippan vid Skeppargatan 3–5 på Östermalm i Stockholm. Byggnaden uppfördes 1897–1900 efter ritningar av arkitekt Carl Österman och är grönmärkt av Stadsmuseet i Stockholm vilket innebär "särskilt värdefull från historisk, kulturhistorisk, miljömässig eller konstnärlig synpunkt".

## Beskrivning

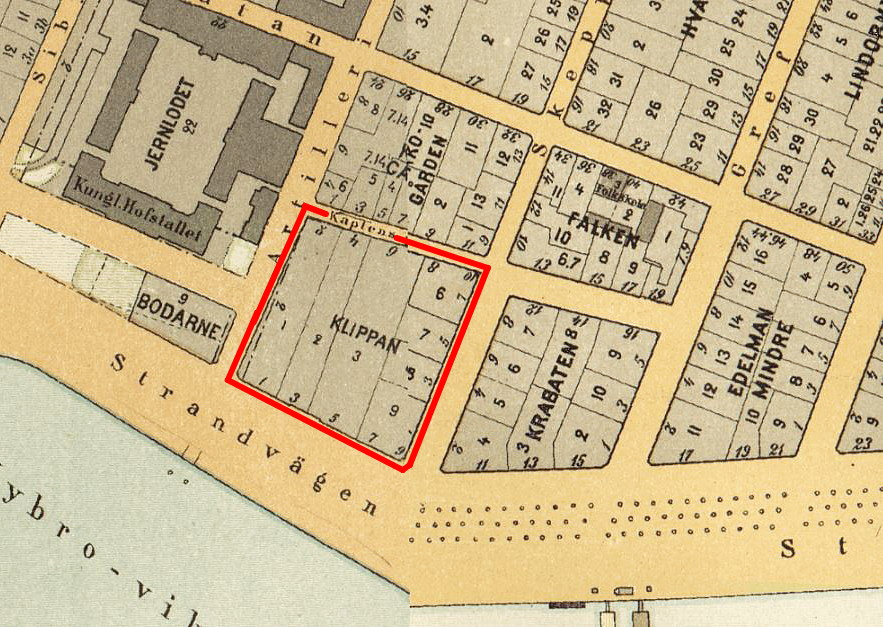
Kvarteret Klippan, 1899.

Kvarteret Klippans fyra östra fastigheter (nr 6–9) bebyggdes efter 1890-talets mitt, medan den gamla bebyggelsen på kvarterets västra del stod kvar till 1907. De båda fastigheterna Klippan 7 och 8 förvärvades omkring 1897 av byggmästaren Anton Blomberg (1851–1916) som även blev byggets beställare. Han stod bakom flera nybyggnader som uppfördes för hans räkning i Stockholm under byggboomen i slutet av 1800-talet. Han byggde och sålde husen snabbt, så även här. Gällande Klippan 7 och 8 anlitade han arkitekt Carl Österman som samkomponerade husen fasader. 
Fasadmaterialet är rött tegel med inslag av grå kalksten i lister, burspråk, fönsteromfattningar samt i höjd med bottenvåningen av släthuggen kalksten med rusticerade band. Sockeln kläddes i rött sandsten som även inramar entrén nr 3. Husens mittparti accentueras av två, något framträdande fasadpartier som bär balkonger med gjutjärnsräcken på våning 3–5. Ursprungligen kröntes båda av spetsiga tornhuvar, idag finns bara den norra bevarad.
Den ursprungliga planlösningen är (liksom fasaderna) spegelvänd identisk. På varje våning fanns en lägenhet om tre rum och kök och en om fem rum och kök, vilket upprepades spegelvänd i grannfastigheten. I den större lägenheten ingick badrum och rum för betjänt (Domestik). Matsalen låg mot gården och kunde via skjutdörrar öppnas till salongen som hade tillgång till balkongen mot gatan. På bottenvåningen fanns ett litet rum för portvakten i varje entré. I början av 1930-talet inreddes vinden med ytterligare bostäder efter ritningar av arkitekt Edvard Bernhard.

### Originalritningar

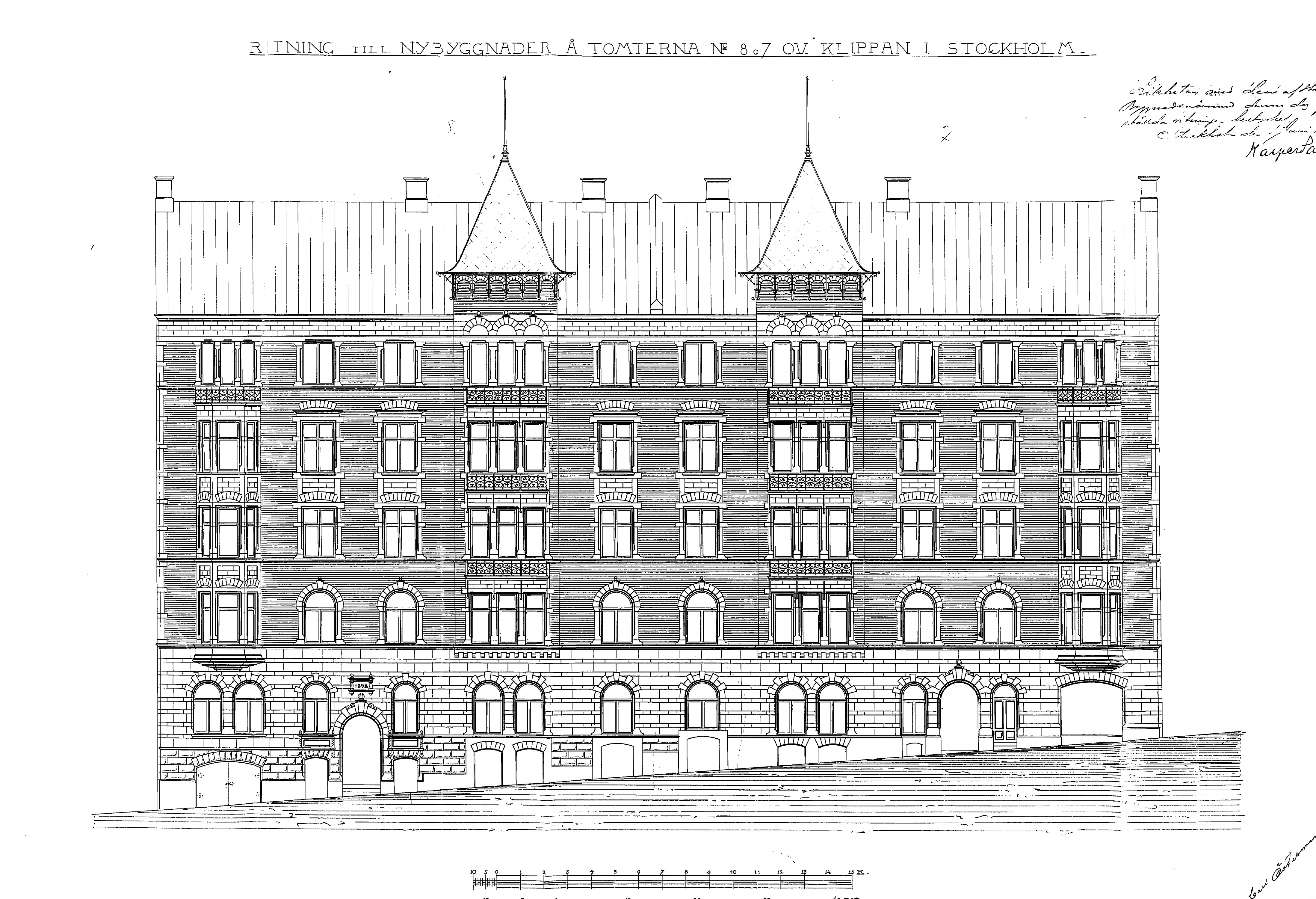
Fasad mot Skeppargatan.
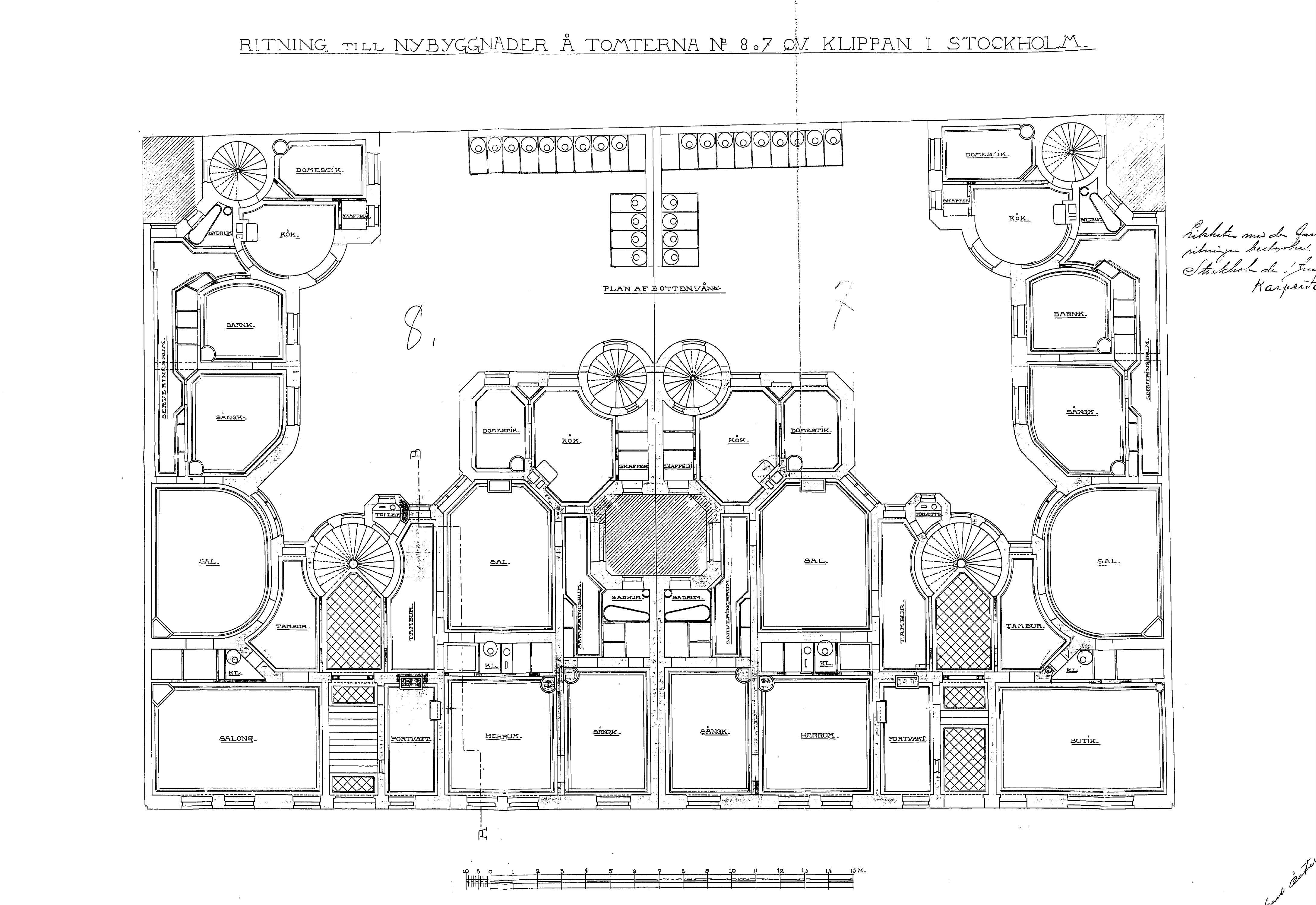
Bottenvåning.
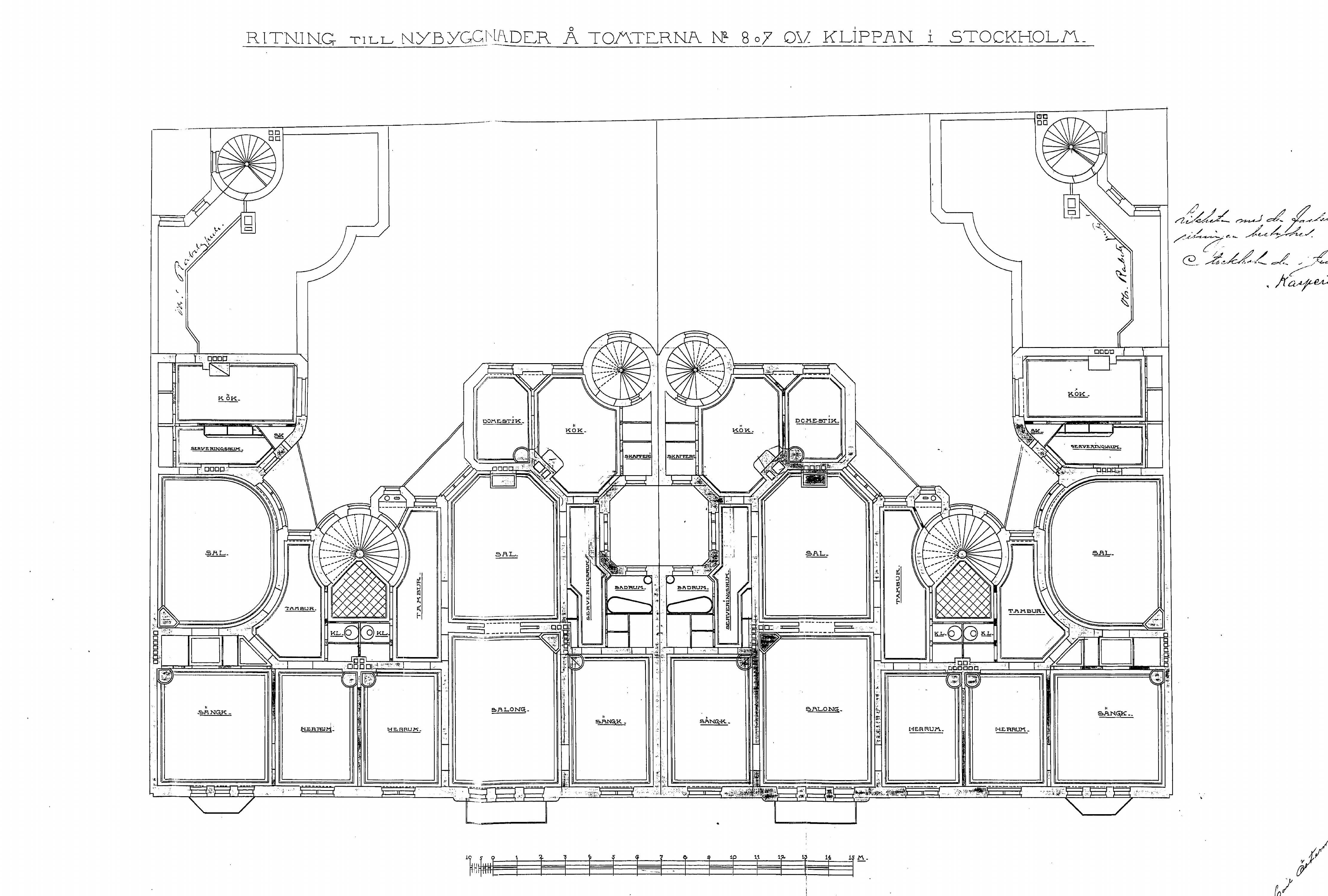
Våningsplanen.
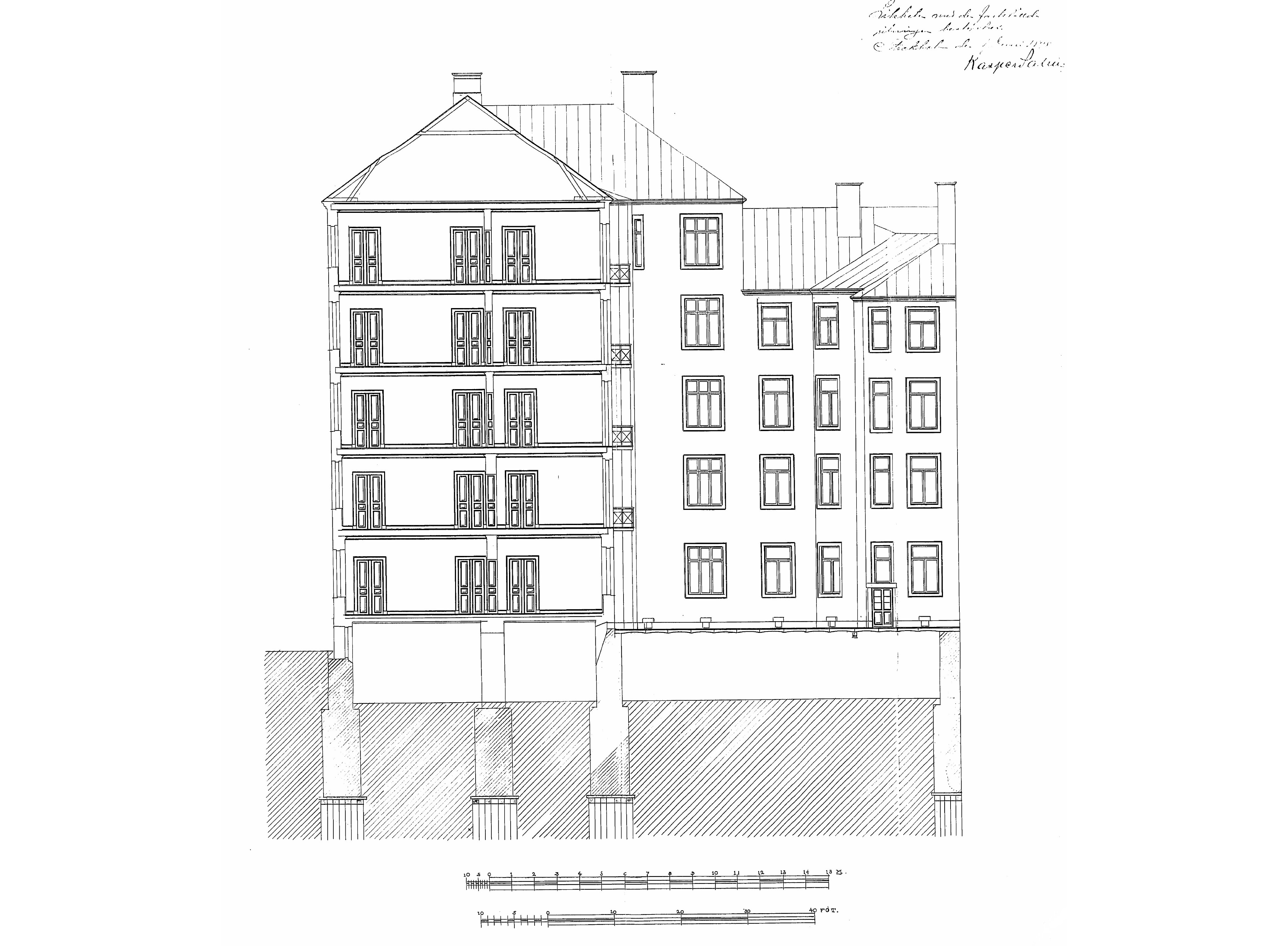
Sektion.

## Ägare och boenden
Anton Blomberg sålde båda fastigheterna redan år 1899 vilket framgår av Stockholms adresskalender från 1900. Köpare var en direktör V. Lennqvist. Bland hyresgäster i Klippan 8 uppger adresskalendern från 1904 skådespelarna Oscar Bæckström och Anders de Wahl. Den senare var dessförinnan bosatt i huset Strandvägen 25 (se Ädelman större 8). I Klippan 7 hyrde greven Carl Trolle-Bonde en bostad vid samma tid. Klippan 7 ägs idag av bostadsrättsföreningen Klippan 7 som bildades 1988 och har 11 lägenheter. Omkring 1910 förvärvade Egnahemsföreningen Klippan u.p.a. fastigheten Klippan 8. Föreningen har 12 bostadsrätter och står fortfarande (2022) som ägare.

## Bilder

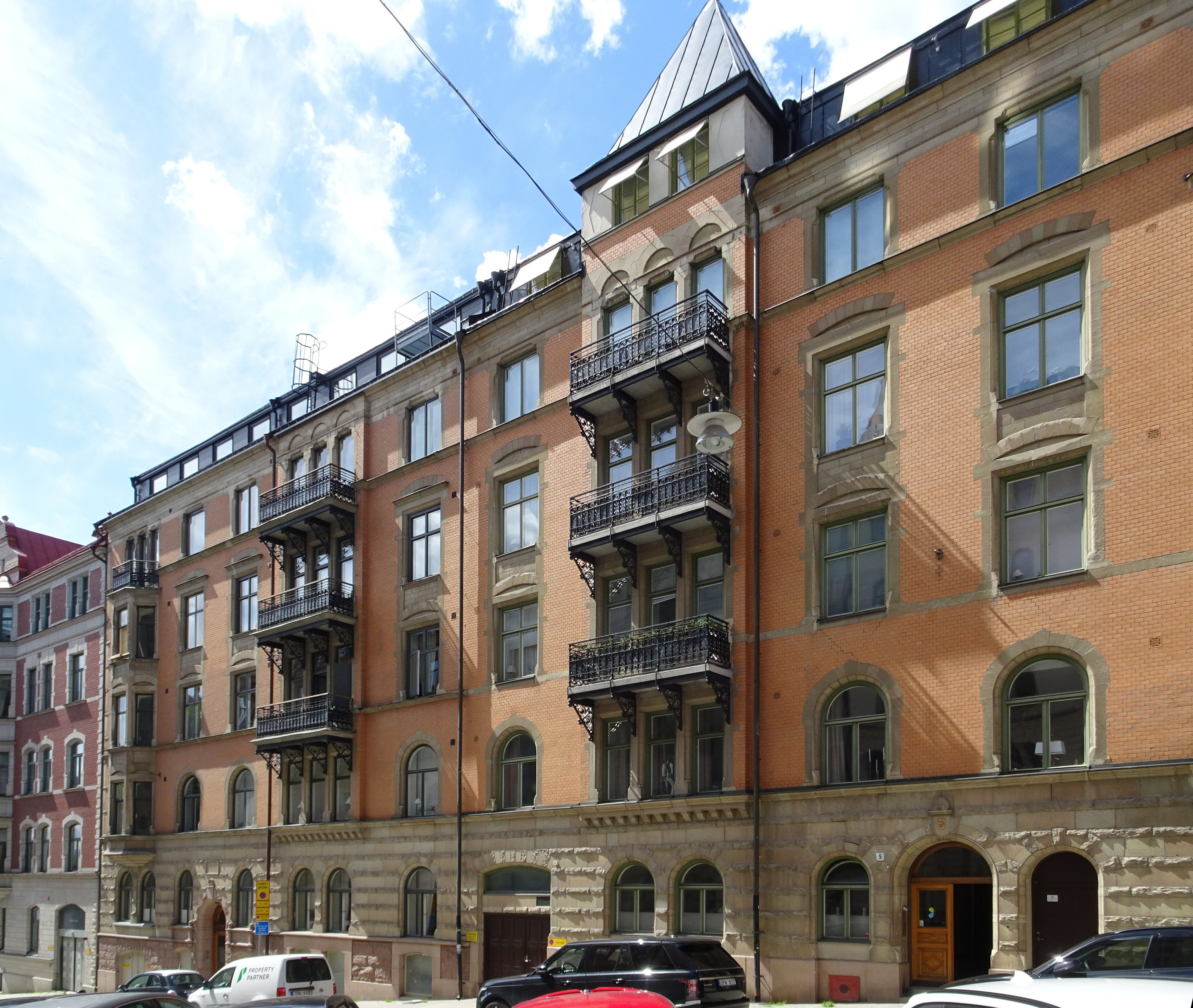
Klippan 7 (till höger) och 8.
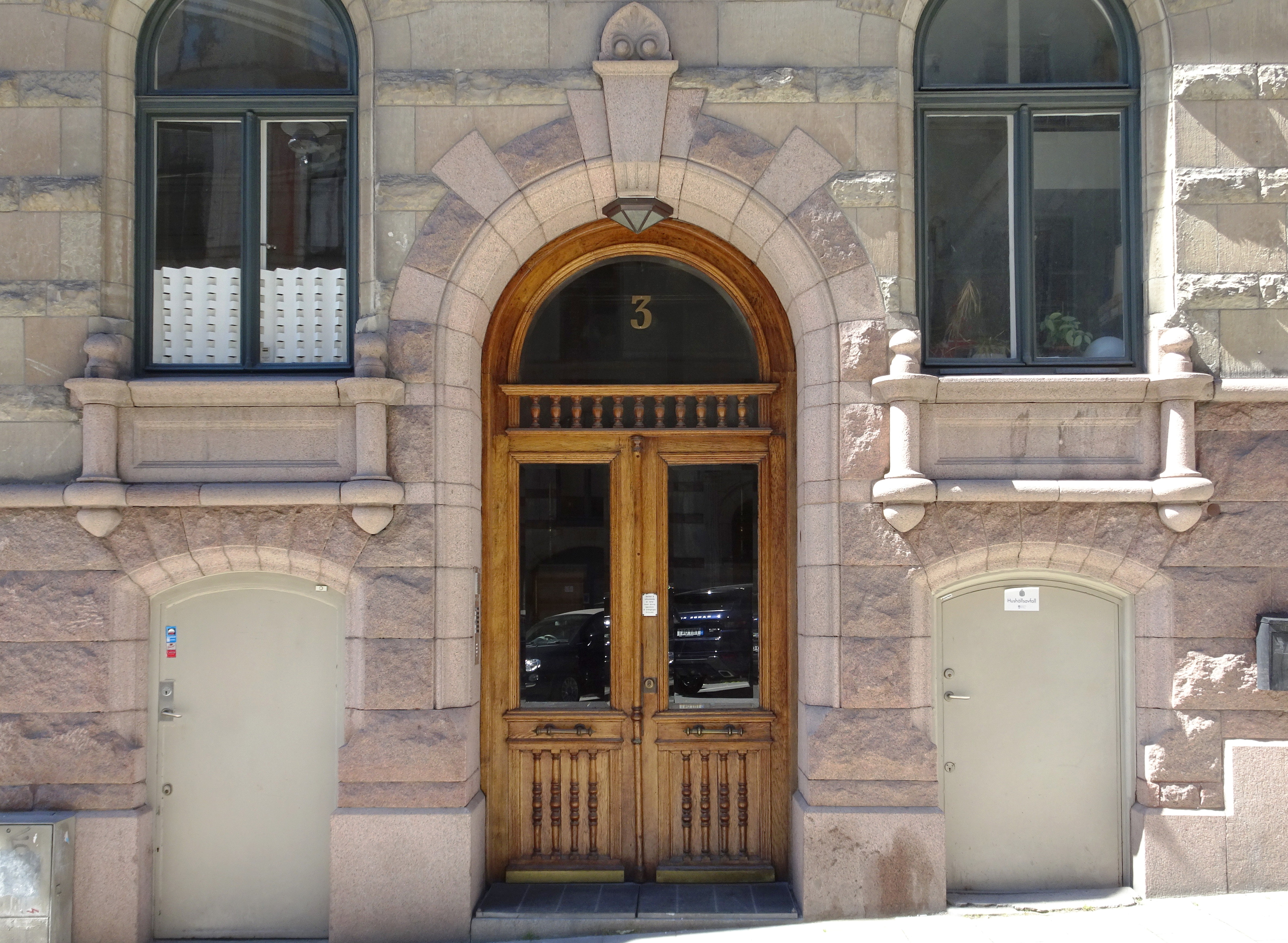
Portal Klippan 8.
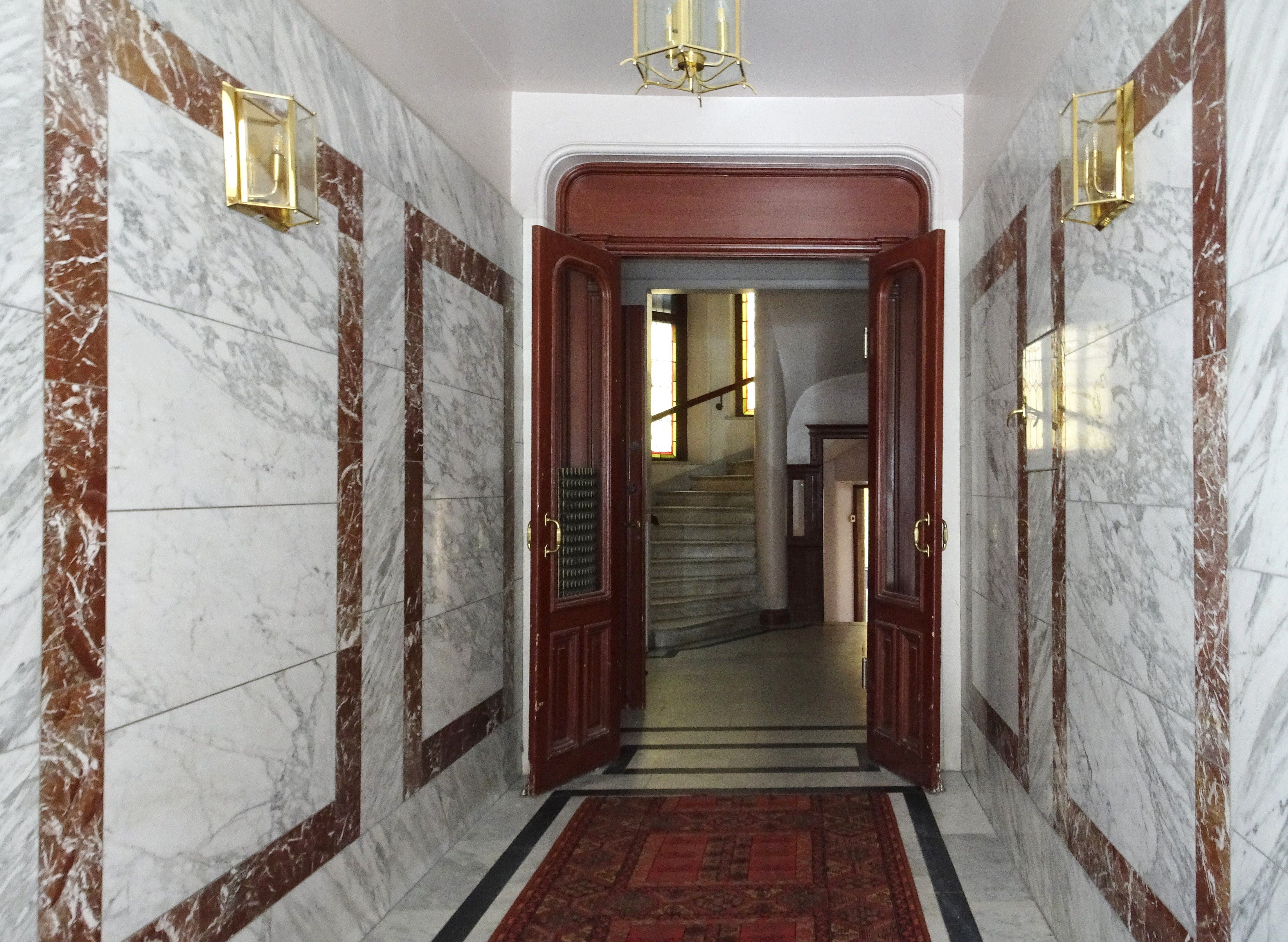
Entréhall i Klippan 7.
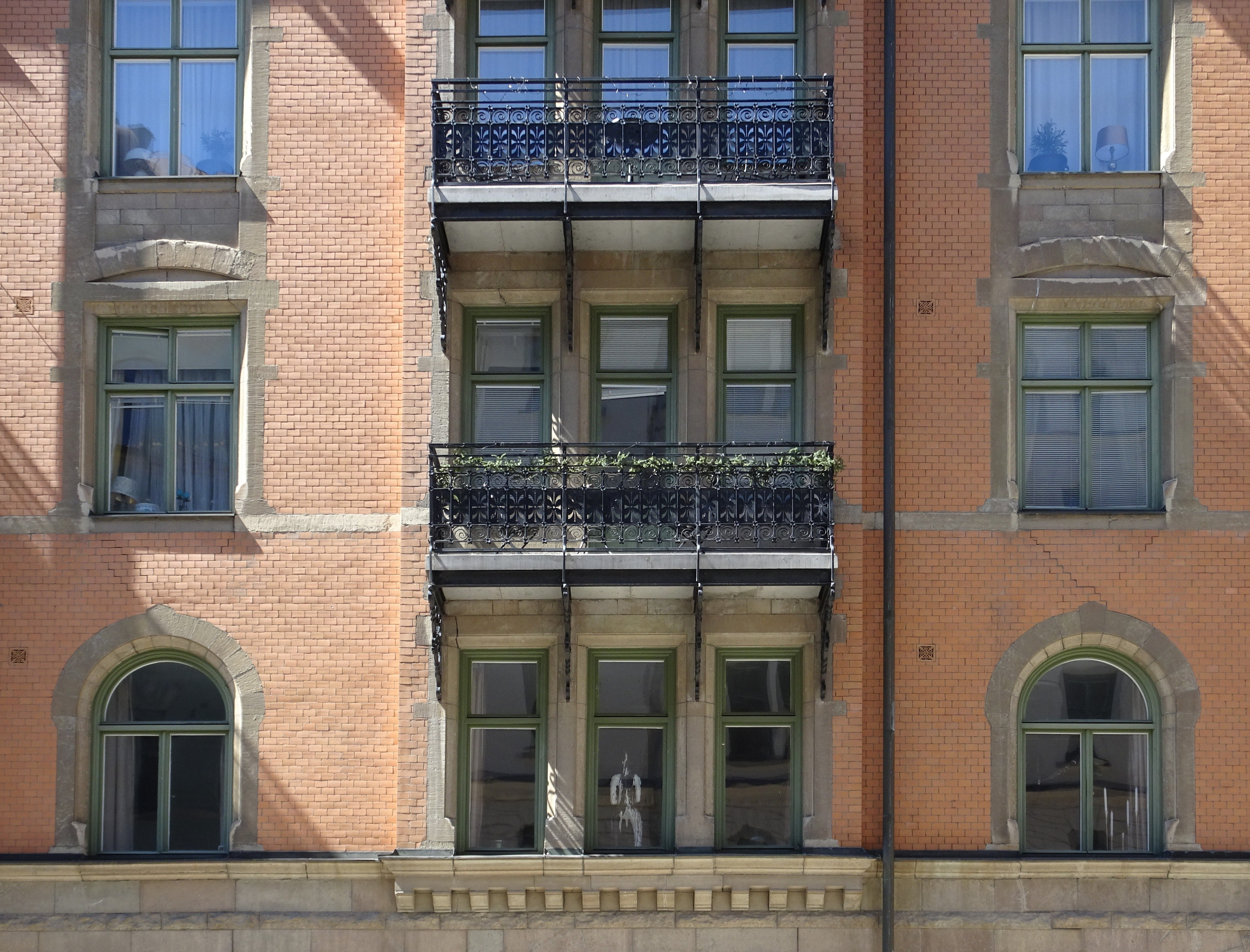
Balkonger på Klippan 7.
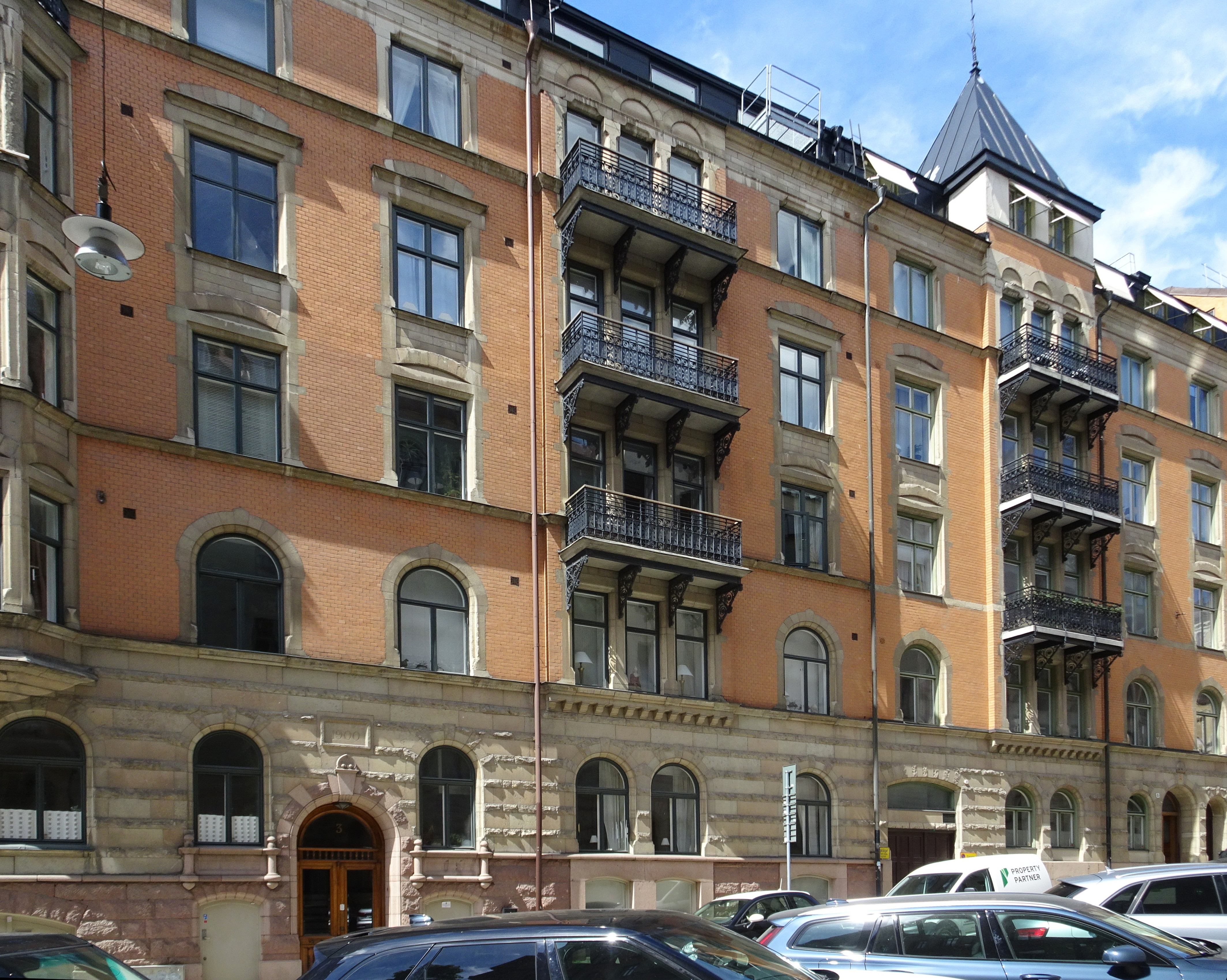
Klippan 8 (till vänster) och Klippan 7.